# Mikołajki
Mikołajki [mʲikɔˈwajkʲi] (deutsch Nikolaiken) ist eine Stadt im Powiat Mrągowski der Woiwodschaft Ermland-Masuren in Polen. Sie ist Sitz der gleichnamigen Stadt-und-Land-Gemeinde mit 8079 Einwohnern (Stand 31. Dezember 2020).

## Geographische Lage
Die Stadt liegt im ehemaligen Ostpreußen in der Landschaft Ermland-Masuren, etwa 20 Kilometer ostsüdöstlich der Stadt Mrągowo (Sensburg) und 70 Kilometer östlich der Stadt Olsztyn (Allenstein). Sie befindet sich am Talter Gewässer, einem langgestreckten Arm des Śniardwy (Spirdingsees), des größten masurischen Sees, auf einer Höhe von 120 Metern über dem Meeresspiegel. Östlich der Stadt liegt der Luknainer See.

## Geschichte
Das alte Kirchdorf in Masuren wurde 1444 erstmals als Nickelsdorf (oder St. Niclas) erwähnt. Benannt ist die Ortschaft nach dem Kirchenpatron Sankt Nikolaus, dem Schutzpatron der Fischer. Ab 1610 findet sich der Ort dann erneut unter dem Namen Nikolaiken. Die drei Siedlungskerne mit Koniec und Koslau waren im 18. Jahrhundert so weit zusammengewachsen, dass der Ortschaft 1726 durch den preußischen König Friedrich Wilhelm I. die Stadtrechte gewährt wurden. 1911 wurde Nikolaiken an das Bahnnetz angeschlossen. Durch die Lage am Spirdingsee war die Fischerei von jeher ein bedeutender Erwerbszweig in Nikolaiken. Namentlich die Nikolaiker Maränen (Speisefisch) machten die kleine Stadt weit über Ostpreußen hinaus bekannt.
Aufgrund der Bestimmungen des Versailler Vertrags stimmte die Bevölkerung im Abstimmungsgebiet Allenstein, zu dem Nikolaiken gehörte, am 11. Juli 1920 über die weitere staatliche Zugehörigkeit zu Ostpreußen (und damit zu Deutschland) oder den Anschluss an Polen ab. In Nikolaiken stimmten 1800 Einwohner für den Verbleib bei Ostpreußen, auf Polen entfielen keine Stimmen.
Bis 1945 gehörte die Stadt zum Landkreis Sensburg im Regierungsbezirk Allenstein der Provinz Ostpreußen (1900–1939 im Regierungsbezirk Gumbinnen). In Nikolaiken bestand bis 1849 das Land- und Stadtgericht Nikolaiken und danach ab 1838 die Gerichtskommission Nikolaiken des Land- und Stadtgerichts Sensburg und ab 1849 des Kreisgerichts Sensburg. Von 1879 bis 1945 war das Amtsgericht Nikolaiken das Eingangsgericht.
Im Zweiten Weltkrieg wurde Nikolaiken als eine der wenigen Städte in Ostpreußen nicht zerstört. Während des Krieges war dort die deutsche Abwehr unter Admiral Canaris stationiert.
Gegen Ende des Zweiten Weltkriegs wurde die Stadt während der Ostpreußischen Operation Ende Januar 1945 von der Roten Armee besetzt. Bald darauf wurde Nikolaiken von der Sowjetunion gemäß dem Potsdamer Abkommen dem kommunistischen Regime der Volksrepublik Polen zur Verwaltung unterstellt. Die Stadt erhielt den polnischen Ortsnamen Mikołajki. Danach begann der Zuzug von Polen. Der Großteil der Einwohner, soweit nicht bereits geflohen, wurde 1945 vertrieben bzw. in den Nachkriegsjahren ausgesiedelt. Es wurde den deutschen Einwohnern später nicht gestattet, in ihren Besitz zurückzukehren.
Bereits vor dem Krieg war Nikolaiken ein Anziehungspunkt für den Fremdenverkehr. Heute ist der Ort eines der größten touristischen Zentren – insbesondere für den Wassersport – in Masuren. Im Winter ist das Eissegeln eine besondere Attraktion.

### Demographie
| Jahr | Einwohnerzahl | Anmerkungen |
| 1782 | 1202          | ohne die Garnison (eine Schwadron Husaren) |
| 1802 | 1311          | [ 4 ] |
| 1810 | 1423          | [ 4 ] |
| 1816 | 1284          | davon 1261 Evangelische und 23 Katholiken |
| 1818 | 1106          | Stadt und Windmühle |
| 1821 | 1786          | in 180 Privatwohnhäusern |
| 1831 | 1981          | größtenteils Polen |
| 1867 | 2174          | am 3. Dezember |
| 1871 | 2124          | am 1. Dezember, davon 2063 Evangelische, 23 Katholiken und 38 Juden |
| 1875 | 2192          | [ 8 ] |
| 1880 | 2277          | [ 8 ] |
| 1890 | 2327          | davon 40 Katholiken und 75 Juden |
| 1905 | 2284          | davon 75 Juden |
| 1910 | 2291          | davon 1621 mit deutscher Muttersprache (1544 Evangelische, 32 Katholiken und 45 Juden), 78 mit polnischer Muttersprache (71 Evangelische, 7 Katholiken) und 433 mit masurischer Muttersprache (424 Evangelische, 9 Katholiken), 159 Einwohner benutzen die deutsche und eine andere Sprache |
| 1933 | 2668          | [ 8 ] |
| 1939 | 2631          | [ 8 ] |

| Jahr      | 2007 | 2016 |
| --------- | ---- | ---- |
| Einwohner | 3806 | 3854 |

## Religionen

### Christentum
Die Gründung einer Kirche in Nikolaiken fiel in vorreformatorische Zeit. Die Reformation fasste hier im 16. Jahrhundert relativ früh Fuß und ließ die lutherische Lehre heimisch werden.

#### Evangelische Kirche

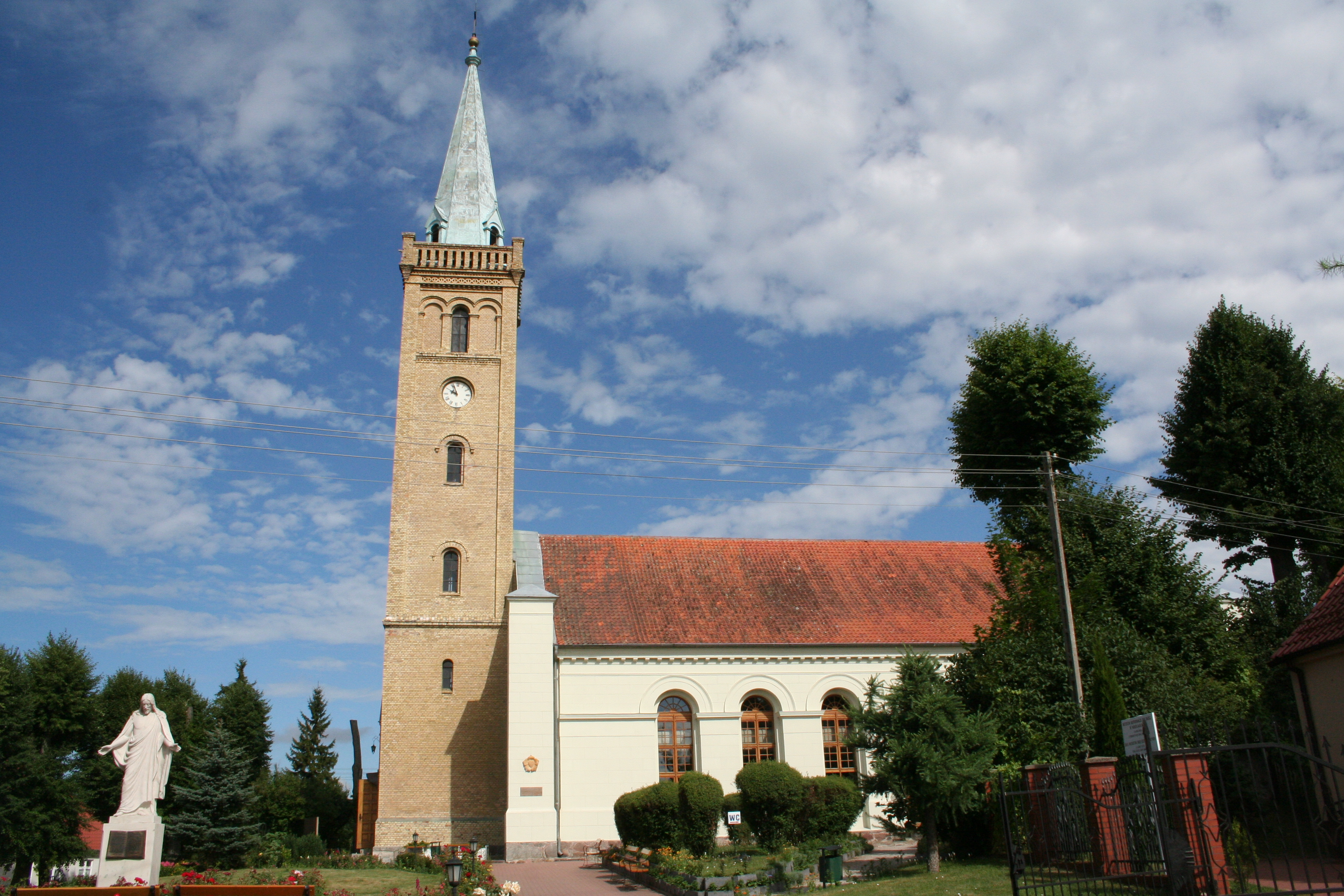
Evangelische Pfarrkirche in Mikołajki mit Christusstatue

Kirchengebäude: Die evangelische Kirche in Mikołajki wurde in den Jahren 1840 bis 1842 errichtet. Sie ist der Nachfolgebau eines beim Tatareneinfall 1656 niedergebrannten Baus sowie eines 1839 wegen Baufälligkeit abgerissenen Gotteshauses. Bei der Kirche handelt es sich um einen neoromanischen Saalbau nach einem Entwurf der Schinkel-Schule. Der Turm wurde erst 1880 angebaut. Altar und Kanzel der Kirche sind zu einer Wand vereinigt. Darüber befindet sich ein Gemälde mit symbolischen Darstellungen von Gebeten unter dem Kreuz Jesu. Die Orgel stammt von 1868. In jüngster Zeit entstand die Christusstatue vor der Kirche, die von dem an der Kirche amtierenden Geistlichen Franciszek Czudek († 2018) gestiftet wurde.
Kirchengemeinde: Die evangelische Kirchengemeinde entstand in Nikolaiken mit Einführung der Reformation. Bis 1945 war sie in den Kirchenkreis Sensburg in der Kirchenprovinz Ostpreußen der Evangelischen Kirche der Altpreußischen Union eingegliedert. 1925 zählte sie 5021 Gemeindeglieder, die in einem weitflächigen Kirchspiel lebten und von zwei Pfarrern betreut wurden. Nach Flucht und Vertreibung der einheimischen Bevölkerung schwand die Zahl der Gemeindeglieder. Doch schon bald konnte sich hier wieder eine neue Gemeinde bilden, die nun der Diözese Masuren der Evangelisch-Augsburgischen Kirche in Polen zugehört. Angegliedert ist die Filialkirche in Ukta (Alt Ukta).

#### Römisch-katholische Kirche

##### Ortsgemeinden

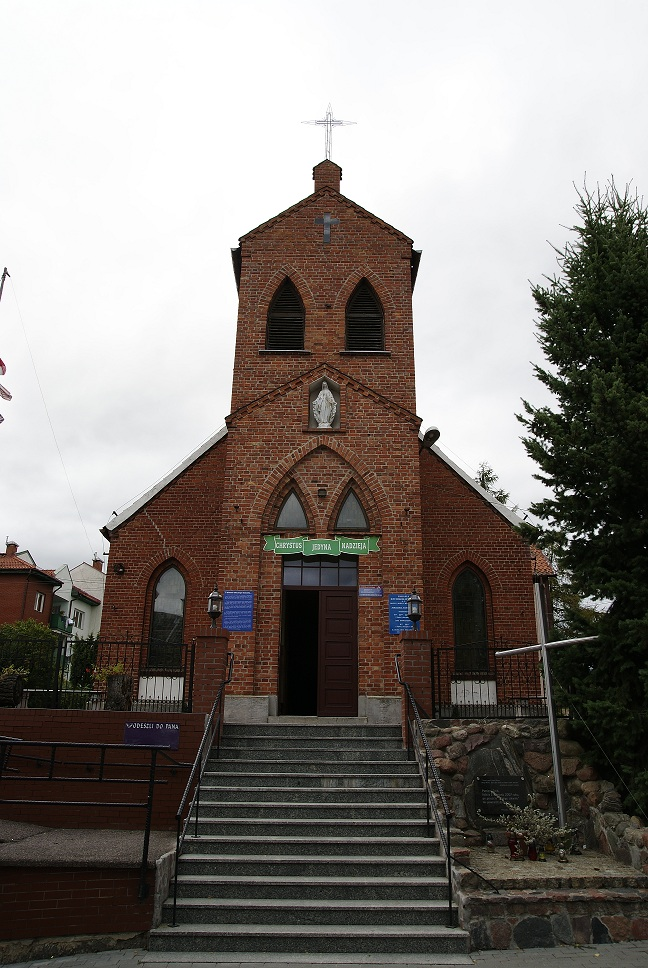
Katholische Pfarrkirche Mutter Gottes Rosenkranz

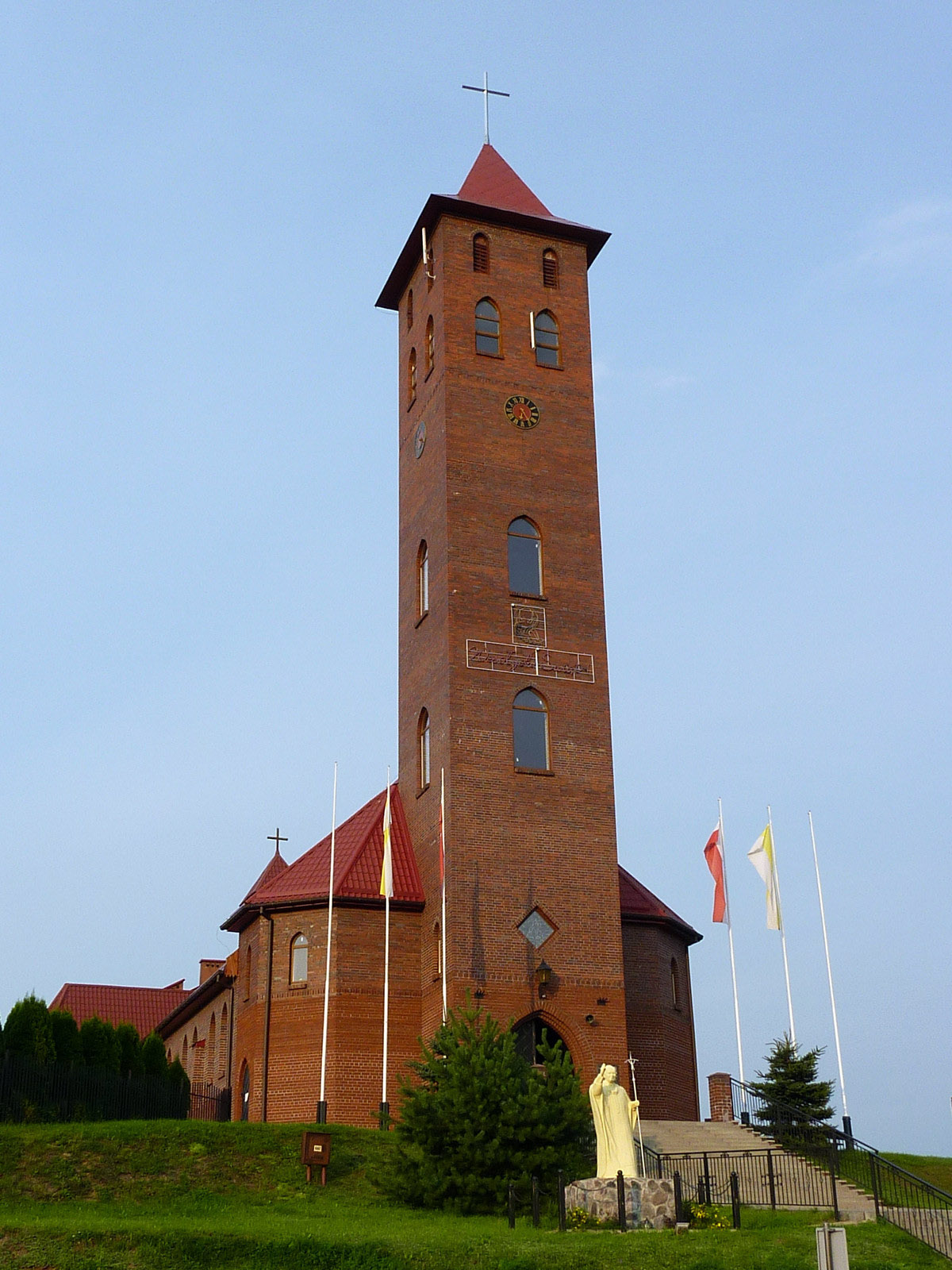
Katholische Pfarrkirche St. Nikolaus

Kirchengebäude: In Mikołajki gibt es heute zwei katholische Gotteshäuser. Beides sind Pfarrkirchen, die der Mutter Gottes Rosenkranz (polnisch Kościół Matki Boskiej Różańcowej) bzw. dem Hl. Nikolaus (polnisch Kościół św. Mikołaja) gewidmet sind.
Pfarrgemeinden: Vor 1945 gab es in Nikolaiken und Umgebung relativ wenige Katholiken. 1870 wurde die Stadt nach Sensburg eingepfarrt. Die Stadt ist Sitz eines Dekanats innerhalb des Bistums Ełk. Zur Nikolaus-Pfarrgemeinde gehört die Filialkirche in Tałty (Talten).

##### Dekanat Mikołajki
Dem Dekanatsbezirk Mikołajki im Bistum Ełk der polnischen römisch-katholischen Kirche sind sieben Pfarrgemeinden zugeordnet:
- Baranowo (Barranowen, 1938 bis 1945 Hoverbeck)
- Kosewo (Kossewen, 1938 bis 1945 Rechenberg)
- Mikołajki (Mutter Gottes Rosenkranz)
- Mikołajki (St. Nikolaus)
- Ukta (Alt Ukta)
- Użranki (Königshöhe)
- Woźnice (Wosnitzen).

### Judentum
Mehr als eine Erinnerung an das Leben einer jüdischen Gemeinde in Nikolaiken ist der jüdische Friedhof. Er ist zugleich ein Denkmal für die nahezu 100 Juden, die in Nikolaiken vor der Zeit des Nationalsozialismus lebten.

## Politik

### Wappen

#### Historisches Wappen von Nikolaiken
Blasonierung: „Geviert; Feld 1 und 4 Silber, Feld 2 Rot, Feld 3 Blau; das ganze überdeckt mit einem golden gekrönten, natürlichen Stint (Fisch), der am Unterkiefer mit einer vom linken Obereck ausgehenden, langen goldenen Kette gefesselt ist.“
Das Wappen wurde 1922 zur Erinnerung an das 200-jährige Bestehen der Stadt geschaffen. Blau, Silber und Rot gelten als die Farben von Masuren. Der Fisch ist der Stinthengst des Spirdingsees, der einmal gefangen, aber vom Stadtrat nicht getötet, sondern an die Brücke gefesselt wurde, weshalb die Stinte nun stets um die Stadt schwärmen. Die Sage nimmt Bezug auf den angeketteten Sperrbalken, der die Durchfahrt erst freigab, wenn der Schiffer den Brückenzoll entrichtet hatte.

#### Heutiges Wappen von Mikołajki

Wappen Mikołajki

In Anlehnung an das frühere Wappen der Stadt Nikolaiken hat sich die Stadt- und Landgemeinde Mikołajki ein neues Wappen gegeben. Es zeigt auf blauem Feld einen goldgekrönten Fisch, der an einer silbernen Kette liegt.

### Städtepartnerschaften
- Varėna (Litauen)
- Villard-de-Lans (Frankreich)
- Ulricehamn (Schweden)

## Kultur und Sehenswürdigkeiten

### Fremdenverkehr
Nikolaiken war bereits vor dem Ersten Weltkrieg ein bekannter Fremdenverkehrsort mit zahlreichen Hotels und Restaurants.

### Sehenswürdigkeiten

#### In Mikołajki
- Evangelische Kirche, an der Stelle eines 1522/1535 erstmals erwähnten Vorgängerbaus neu erbaut 1840–1842, aus der Schule von Karl Friedrich Schinkel, Turm von 1880.
- Figur des Stinthengstes unter der Brücke; der Sage nach ist der Stinthengst der König der Fische, dessen Anwesenheit den Nikolaikenern den Fischreichtum sichert.
- Jüdischer Friedhof in der Ul. Dybowska.
- Umgebung mit einigen der schönsten der masurischen Seen, darunter Spirdingsee, Beldahnsee (Jezioro Bełdany) und Talter Gewässer (Tałty).

#### In der Umgebung
Südwestlich von Mikołajki fließt im Masurischen Landschaftspark zwischen den Seen Jezioro Mokre (Muckersee) und Jezioro Bełdany (Beldahnsee) der Fluss Krutynia (Kruttinnen-Fluss), der sich gut für Kanufahrten eignet.

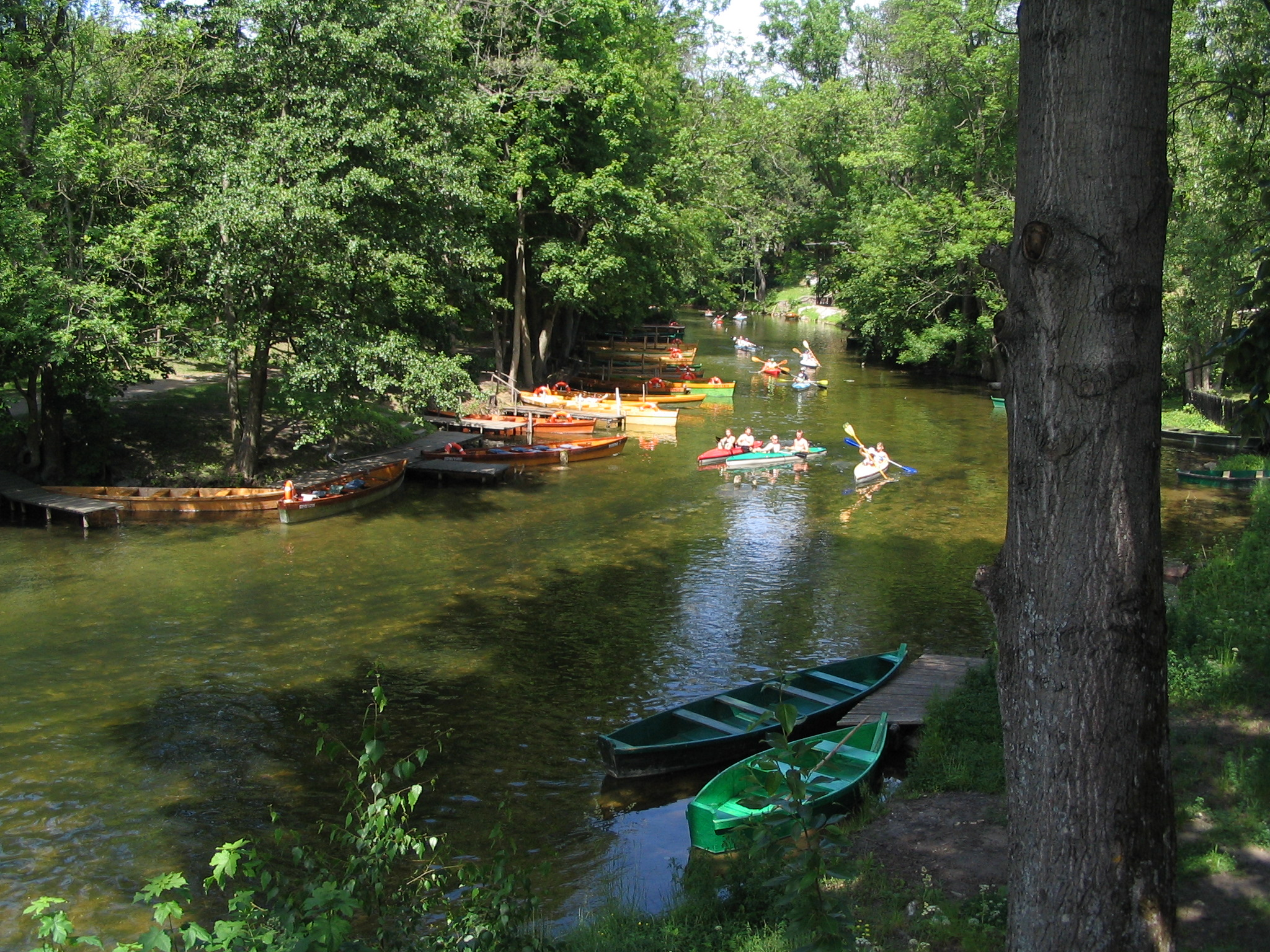
Bootfahren auf der Krutynia

Östlich von Mikołajki liegt der Jezioro Łuknajno (Lucknainer See), ein geschütztes Biosphärenreservat, insbesondere für Schwäne. Im Dorf Łuknajno gibt es eine Aussichtsplattform.
Sehenswert ist südlich von Mikołajki das auf einer Halbinsel gelegene Popielno (Popiellnen), heute mit Tarpan-Pferdezucht und Hotel des Warschauer akademischen Segelklubs. Hier trifft der Nikolaiker See auf den Spirdingsee und geht in den Beldahnsee über. Man erreicht den Ort über eine alte Fähre, die schon Marion Gräfin Dönhoff beförderte.

### Sport
Mikołajki ist heute ein Zentrum des Segelboottourismus, auch Hausboote werden vermietet. Es haben sich einige Marinas und Häfen angesiedelt. Von hier aus lassen sich ausgedehnte Touren über die Masurische Seenplatte unternehmen. Neben dem Wassersport im Sommer ist das Eissegeln im Winter eine besondere Attraktion.

## Gemeinde
Zur Stadt-und-Land-Gemeinde (gmina miejsko-wiejska) Mikołajki mit einer Fläche von 256,4 km² gehören die Stadt selbst und 17 Dörfer mit Schulzenämtern.

## Wirtschaft und Infrastruktur

### Bildung
- Das Społeczne Gimnazjum i Liceum Ogólnokształcące im. Marion Dönhoff w Mikołajkach ist ein Zusammenschluss einer Mittelschule und des Gymnasiums der Stadt. Benannt sind sie nach Marion Gräfin Dönhoff.

### Verkehr

#### Straße
Durch das Gebiet der Stadt verläuft eine bedeutende polnische West-Ost-Magistrale: Die Landesstraße DK16. Sie verbindet von Grudziądz (Graudenz) über Olsztyn (Allenstein) und Mrągowo (Sensburg) und weiter über Ełk (Lyck) und Augustów drei Woiwodschaften und endet an der polnisch-litauischen Grenze.
In Mikołajki trifft die Woiwodschaftsstraße DW609 von Ukta (Alt Ukta) über Bobrówko (Bubrowko/Biebern) auf die DK16.

#### Schiene
Bis zur Stilllegung des Personenverkehrs auf dem Streckenabschnitt Mrągowo–Ełk (Sensburg–Lyck) am 1. September 2009 war Mikołajki Bahnstation an der Bahnstrecke Czerwonka–Ełk, die vor 1945 in Czerwonka (Rothfließ) direkten Anschluss nach Königsberg (Preußen) hatte. Seither ist die Stadt nur mit planmäßig verkehrenden Bussen zu erreichen.

## Persönlichkeiten

### Aus der Stadt gebürtig
- Paul Pomian Pesarovius (1650–1723), deutscher Theologe, Geistlicher und Hochschullehrer
- Edwin Althauser (1870–1945), deutscher Schauspieler
- Gustav Casmir (1872–1910), deutscher Fechter, Olympiasieger
- Rudolf Gercke (1884–1947), deutscher Offizier
- Horst Symanowski (1911–2009), evangelischer Pfarrer, Mitglied der Bekennenden Kirche und Widerstandskämpfer gegen das NS-Regime
- Heinz Kippnick (1928–2019), Grafiker und Heraldiker
- Hans-Heiner Kühne (* 1943), Rechtswissenschaftler, Kriminologe und Hochschullehrer

### Mit der Stadt verbunden
- Otto Czygan (1814–1897), evangelischer Theologe, von 1859 bis 1888 Pfarrer in Nikolaiken.